# Hrabstwo LaMoure

Piramida wieku hrabstwa

Hrabstwo LaMoure (ang. LaMoure County) – hrabstwo w stanie Dakota Północna w Stanach Zjednoczonych. Hrabstwo zajmuje powierzchnię lądową 2 971,18 km². Według szacunków US Census Bureau w roku 2006 liczyło 4262 mieszkańców. Siedzibą hrabstwa jest miasto LaMoure.

## Miejscowości
- Berlin
- Dickey
- LaMoure
- Kulm
- Edgeley
- Jud
- Marion
- Verona